# Canasvieiras

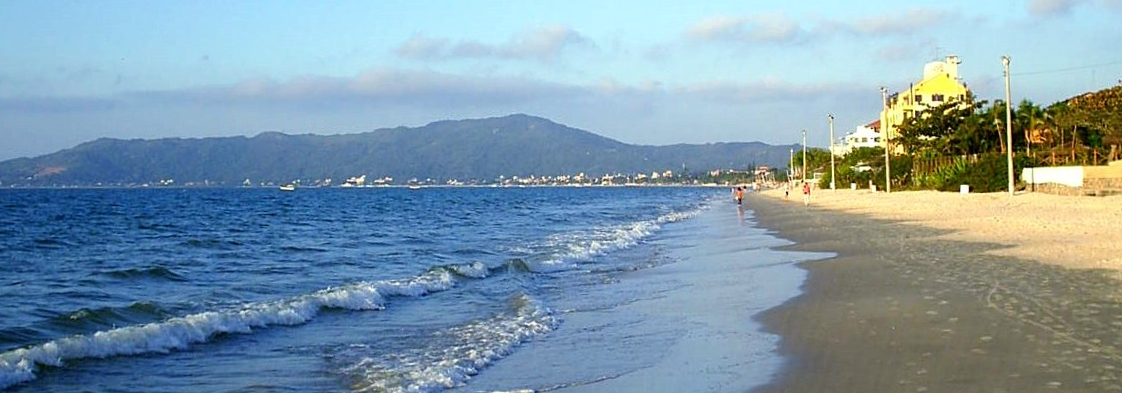
Canasvieiras

Canasvieiras is een strand en een wijk in het noordoosten van het eiland Santa Catarina. Het is gelegen in de gemeente Florianópolis in het zuiden van Brazilië.
Het strand is populair bij toeristen uit Argentinië, Chili en Uruguay, aangetrokken door de kalme zee en het nachtleven. De meeste winkels zijn tweetalig, Portugees en Spaans.
Er zijn verschillende verklaringen voor de oorsprong van de naam. Zo zou er een eigenaar van een suikerrietplantage Vieira geheten hebben, maar het is waarschijnlijker dat het genoemd is naar de verscheidenheid in suikerriet, in het Portugees bekend als cana-viera. Op een kaart van 1786 wordt het strand Praia Cana vieiras genoemd.